# Arnoul d'Audrehem
Arnoul d'Audrehem (c. 1305-1370) fue un soldado francés, mariscal de Francia desde 1351.
Nació en Audrehem, en el actual arrondissement de Saint-Omer, en el departamento francés de Paso de Calais. Nada se sabe de su carrera anterior a 1332, cuando se le menciona en la corte de Felipe VI de Francia.
Entre 1332 y 1342 marchó tres veces a Escocia para ayudar al rey David Bruce en sus guerras. En 1342 se convirtió en capitánl del rey de Francia en Bretaña; luego parece que sirvió en la casa del duque de Normandía, y en 1346, como uno de los defensores de Calais, fue apresado y llevado a Inglaterra por Eduardo III. 
Desde 1349 desempeñó un importante lugar en la historia militar de Francia, primero como capitán en Angulema, y en junio de 1351, sucediendo al señor de Beaujeu, como mariscal de Francia. En marzo de 1352 fue nombrado teniente del rey en el territorio entre el Loira y la Dordoña, en 1353 en Normandía, y en 1355 en Artois y Picardía y el Boulonnais.
Fue Audrehem quien arrestó a Carlos II de Navarra y sus partidarios políticos, en un banquete dado por el delfín (luego Carlos V de Francia) en Ruan en 1356. En Poitiers fue uno de los que aconsejó a Juan II de Francia que atacara a los ingleses, y, cargando contra la línea del frente del ejército francés, fue ligeramente herido y tomado prisionero.
Desde Inglaterra le dieron varias veces salvoconductos para ir a Francia, y tomó parte activa en las negociaciones del tratado de Bretigny, recuperando su libertad al mismo tiempo que el rey Juan. En 1361, como teniente del rey en Languedoc, impidió que las compañías libres tomasen los castillos. 
En 1365 se unió a Bertrand du Guesclin en la expedición a España, y fue hecho prisionero por el príncipe de Gales, Eduardo de Woodstock, en la batalla de Nájera en 1367. Aún debía dinero a los ingleses de su anterior captura en Poitiers, pero lo liberaron en 1368.
Debido a su edad, fue relevado del oficio de mariscal, nombrado entonces portador de la oriflama, con una pensión de dos mil libras.
Carlos V de Francia lo envió a Castilla en 1370 para urgir a su amigo du Guesclin que volviera a Francia. A pesar de su edad intervino en la batalla de Pontvallain (diciembre de 1370), pero enfermó y murió, probablemente en Saumur, a finales de diciembre de 1370.